# Balgau
Balgau település Franciaországban, Haut-Rhin megyében. Lakosainak száma 940 fő (2022. január 1.). Balgau Nambsheim, Rustenhart, Hirtzfelden és Fessenheim községekkel határos.

## Népesség
A település népességének változása:
| Lakosok száma | 948  | 960  | 985  | 969  | 970  | 985  | 970  | 955  | 940  |
|               | 2013 | 2015 | 2016 | 2017 | 2018 | 2019 | 2020 | 2021 | 2022 |